# Monique Richard (alpiniste)
Sept sommets
Monique Richard, née le 25 février 1975 à Montréal au Canada, est une alpiniste canadienne.

## Biographie
Monique Richard est née à Montréal dans un milieu modeste et a vécu dans plusieurs familles d'accueil. Au cours de son enfance, elle a été sujette à de la violence physique et psychologique. Très tôt, c’est à travers le sport qu’elle apprend à canaliser ses émotions en développant sa fougue et son goût pour l’action, et elle se démarque rapidement à ce niveau par ses talents, ses performances et ses capacités physiques. 
À 22 ans, elle a beaucoup d'énergie et désire découvrir le monde. Souvent au chômage, ou employée au salaire minimum, elle termine ses études secondaires, et passe ses journées dans les bibliothèques où elle découvre la littérature et les arts. Par les livres, elle développe un grand intérêt pour l'Europe, la culture et les voyages, mais sa situation augmente son sentiment d'impuissance et de frustration. Ne voyant pas la lumière au bout du tunnel, elle se sent prise au piège, et elle sombre dans une profonde déprime, au point de penser à mettre fin à ses jours.
C’est alors qu’un événement inattendu change complètement sa vie. Un jour, un ami lui apporte une annonce de journal publiée par une famille suisse à la recherche d’une jeune femme du Québec pour s’occuper des enfants et des tâches ménagères pour une période d’un an. Trois mois après avoir répondu à cette annonce, elle s’envole vers la Suisse. Monique Richard découvre enfin l’Europe. Elle y restera finalement 6 mois de plus que prévu.
De retour au Québec, elle obtient un diplôme en art et lettres tout en continuant ses voyages. Elle a visité à ce jour plus de 40 pays.
En 2006, propriétaire d’un bistro avec son conjoint de l’époque, elle replonge dans une autre période de déprime. C’est après avoir exprimé à sa thérapeute son besoin de simplicité, de voyage et d’authenticité que cette dernière lui parle du chemin de Compostelle. En moins de deux mois, elle vend son commerce et part seule sur les routes d’Europe pour parcourir 1 600 kilomètres en 8 semaines,,.
Au retour, n’ayant plus de travail, mais voulant en quelque sorte poursuivre le chemin, elle est devenue factrice pour Postes Canada,,.
La découverte de la montagne arrive tardivement avec la randonnée GR20 en Corse, alors qu’elle a 34 ans. Monique Richard découvre enfin son bien-être dans cet environnement.
En 2009, le Kilimandjaro sera sa première expérience en altitude. Après l’ascension, elle fait un safari où pour la première fois elle tombe nez à nez avec un léopard, son animal fétiche.
Au retour, elle se plonge dans des lectures sur l’alpinisme, rencontre des gens du milieu, assiste à des conférences et se joint rapidement à une expédition sur le toit de l’Europe, l’Elbrouz, en Russie. Ensuite, c’est le camp de base de l’Everest, puis l’Aconcagua pour finalement gravir les plus hauts sommets des 7 continents.
À chaque départ pour une expédition, elle a comme rituel dans l'avion d’écouter la chanson « Learning to Fly » de Pink Floyd au moment du décollage. Plusieurs de ses fans l'accompagnent en direct pour ce rituel.

## Principales ascensions

### Les Sept sommets
Monique Richard a complété les Sept sommets le 19 mai 2012 lorsqu'elle a atteint le sommet de l'Everest,.
Elle a complété les sept sommets en 32 mois, ce qui est le record féminin canadien pour le temps mis à compléter les sept ascensions,. 
| Année | Montagne                | Remarques |
| ----- | ----------------------- | --- |
| 2009  | Kilimandjaro (5 892 m)  | Première expérience de Richard en altitude. |
| 2010  | Elbrouz (5 642 m)       | |
| 2011  | Aconcagua (6 962 m)     | Ascension effectuée dans des conditions difficiles en raison d'une montée très rapide et du mal aigu des montagnes. |
| 2011  | Mont McKinley (6 190 m) | |
| 2011  | Puncak Jaya (4 884 m)   | (Aussi appelée Pyramide Cartensz.) Hors saison, aucun hélicoptère n'est disponible pour la transporter au camp de base. Elle met 6 jours pour s'y rendre à pied dans des pluies torrentielles à travers la jungle. Au retour, en raison d'une guerre civile et de risques de violences, elle est forcée de traverser une zone minière et est séquestrée pendant 6 jours dans un conteneur,. |
| 2011  | Massif Vinson (4 892 m) | |
| 2012  | Everest (8 849 m)       | Deuxième tentative, par le versant sud, 6 mois après une première expédition en octobre 2011. |

### Les montagnes de plus de 8000 m
Monique Richard a effectué cinq expéditions sur les sommets de plus de 8 000 m, dans les chaînes de l'Himalaya et du Korakoram.

#### Everest

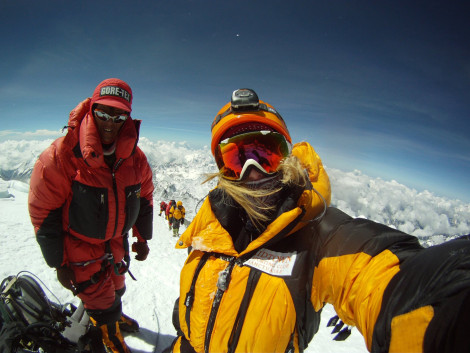
Monique Richard et Tenzing Sherpa près du sommet de l'Everest en 2012

Elle a réalisé trois expéditions sur le mont Everest :
|   | Date         | Versant           | Altitude atteinte |
| - | ------------ | ----------------- | ----------------- |
| 1 | Octobre 2011 | Face sud (Népal)  | 7 300 m           |
| 2 | Mai 2012     | Face sud (Népal)  | 8 849 m (sommet)  |
| 3 | Mai 2013     | Face nord (Chine) | 8 800 m           |

Elle effectue sa première tentative sur l'Everest du côté népalais (face sud) en octobre 2011, hors saison. Une seule autre équipe d'alpinistes se trouve sur la montagne à ce moment. En style alpin, elle atteint alors le camp 3 (7 300 m) mais rebrousse chemin en raison des conditions météorologiques et des importantes quantités de neige. Lors du trek de retour, elle se blesse à la cheville. 
Lors de sa deuxième expédition en mai 2012, elle rencontre l'alpiniste Norvégien Arvid Lahti qui deviendra son partenaire pour plusieurs ascensions à travers le monde.

#### Makalu

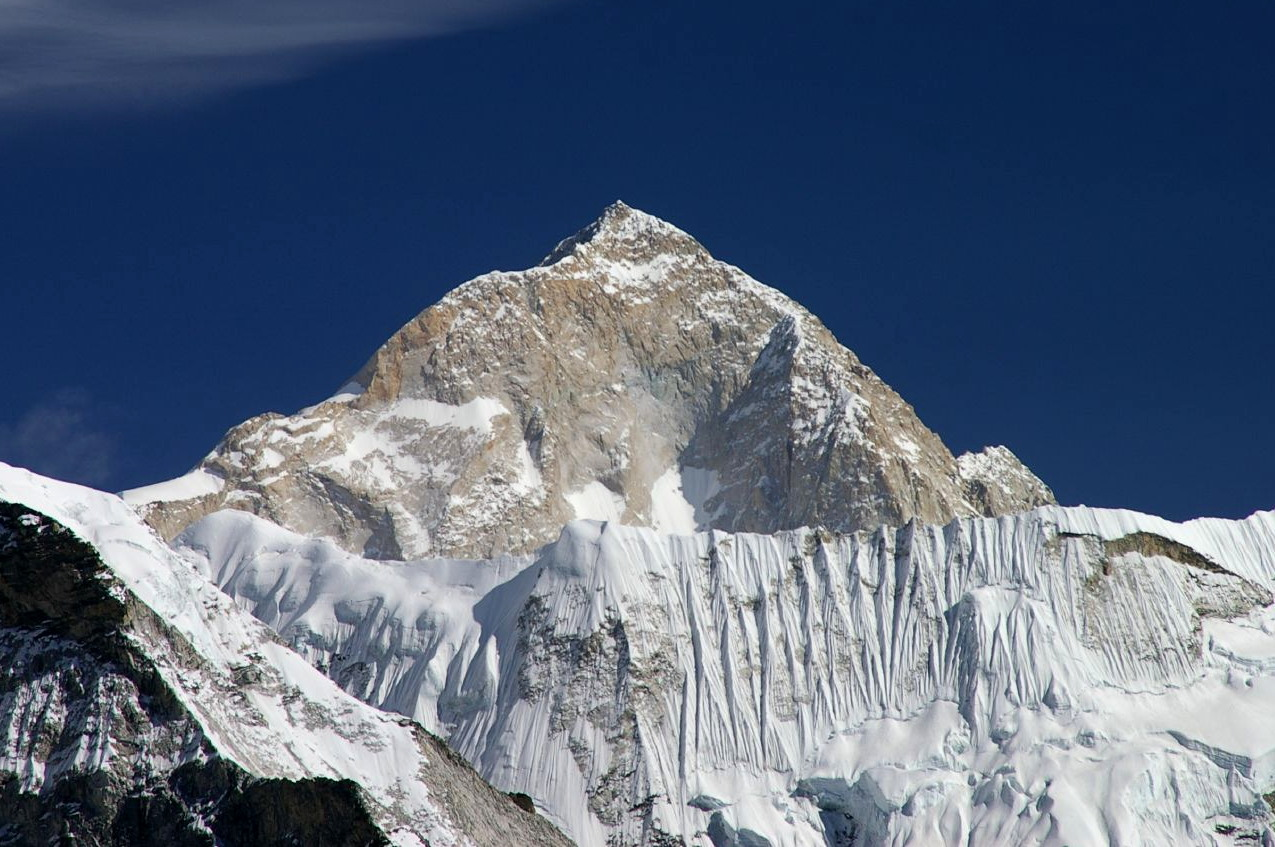
Vue de la face sud-ouest du Makalu.

En 2014 , elle devient la première Canadienne a atteindre le sommet de la 5e plus haut montagne au monde, le Makalu. Elle y est parvenu simultanément avec l'alpiniste Al Hancock qui devint le premier Canadien à atteindre ce sommet. Elle demeure à ce jour la seule Canadienne à voir atteint ce sommet. Lors de cette expédition, elle frôle la mort durant la descente en raison d'une obstruction des voies respiratoires alors qu'elle se trouve dans la zone de la mort.

#### K2

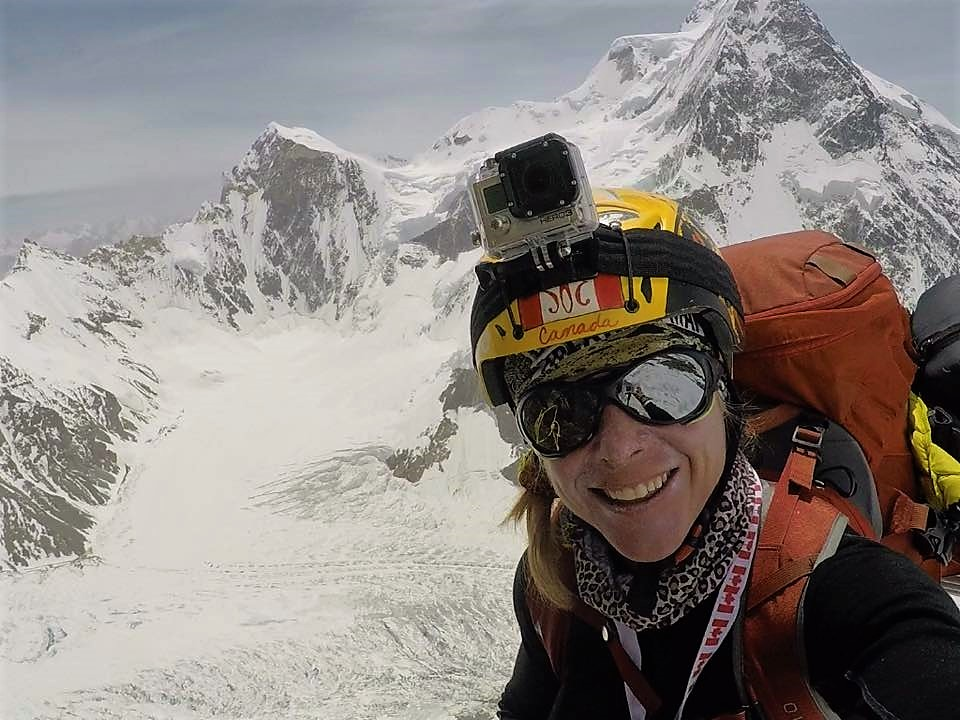
Monique Richard sur le K2 en 2015

En 2015, elle fait une tentative sur le K2 où elle atteindra l'altitude de 7 300 m. En raison des conditions météo et d'une série d'avalanches, elle doit rebrousser chemin. Aucune équipe n'a réussi à atteindre le sommet cette année-là.
Ces cinq ascensions ont été réalisées avec l'utilisation d'un apport d'oxygène. Sur l'Everest en 2013, elle a tenté l'ascension sans oxygène mais a finalement décidé d'y avoir recours dans les sections supérieures de la montagne,. Elle décide ultimement de rebrousser chemin très près du sommet, à une altitude de 8 800 m, en raison de facteurs externes qui l'ont affectée psychologiquement; notamment les nombreux cadavres que l'on retrouvait sur cette voie.

### Mont Logan solo

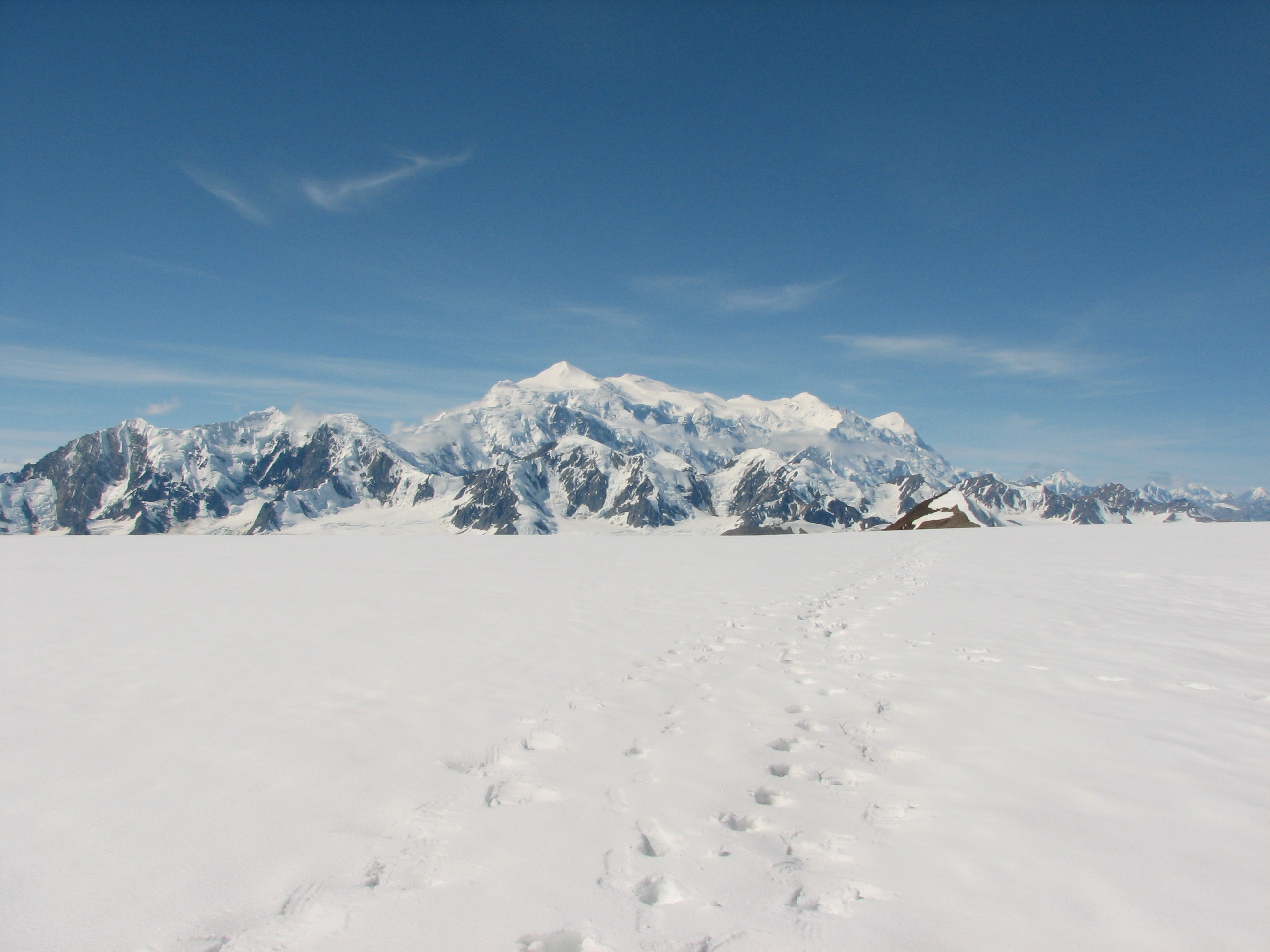
Vue du mont Logan depuis le champ de glace Kluane.

En 2017, année du 150e anniversaire du Canada, elle fait une première tentative sur cette montagne avec un compagnon de cordée,,,,,,,,. Ils atteignent alors le plateau sommital mais doivent rebrousser chemin à une altitude d'environ 5 500 m.
Le 30 mai 2018 à 14 h 38, Monique Richard atteint en solo le sommet de la montagne la plus élevée au Canada, le mont Logan, par le versant Ouest (Kings Trench). 
Il s'agit de la première femme à atteindre le sommet de cette montagne en solo,,,,,,,,,,,.
En 2018, année beaucoup moins achalandée que la précédente, peu d'équipes se trouvent sur la montagne et elle est la première déposée au camp de base. À aucun moment de l'expédition qui dura 19 jours une autre équipe ne s'est retrouvée devant elle. L'ascension solo devint une ascension en solitaire. 
Au printemps 2018, les températures sont particulièrement froides dans cette région du Yukon. À ces conditions s'ajoutent plusieurs épreuves ; bris de matériel, chute dans une crevasse, tempêtes, avalanches,,.

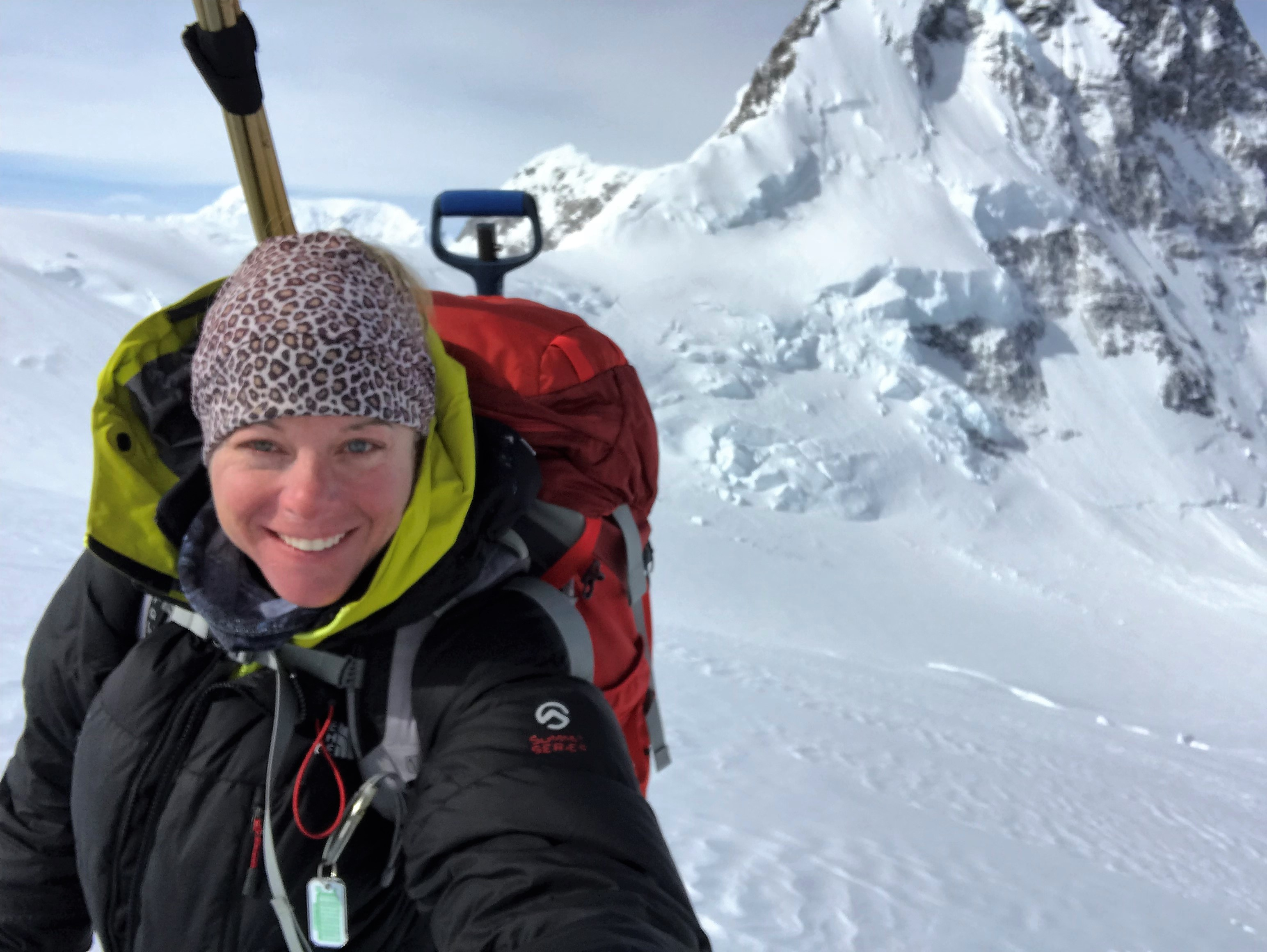
Monique Richard durant l'ascension solo du mont Logan (Kings Peak en arrière-plan)

Après avoir atteint le sommet, elle redescend et fait un détour imprévu de plusieurs kilomètres qui la force à gravir un sous-sommet de 300 m avant de retrouver son chemin. Elle parcourt ce jour-là 18 km en 14 heures sur le plateau sommital et retrouve son bivouac vers 1 h 30. Elle parvient à retraverser le plateau sommital (sur une distance d'environ 8 km) et regagner le col Prospector le jour suivant, où, reconnaissant une situation qui se dégradait en raison des prédictions météo, des effets physiques de plusieurs jours d'ascension rapide depuis le camp 3, de bris de matériel et ayant à l'esprit les événements tragiques survenus sur Rainier deux ans plus tôt, elle prend la décision de contacter les services d'urgence de Parcs Canada et de demander une évacuation,,.
L'évacuation s'avère laborieuse car Richard se trouve à ce moment à la limite opérationnelle de l'appareil utilisé par la compagnie mandatée par Parcs Canada pour les opérations d'évacuation (environ 5 500 m). Les autorités de Parcs Canada ont donc demandé à deux autres grimpeurs qui étaient sur la montagne d'assister Monique Richard afin qu'elle puisse descendre à une altitude plus basse pour être évacuée. Ils sont parvenus à rejoindre Richard à son bivouac où ils l'ont retrouvée affaiblie mais consciente et l'ont assistée pour descendre en ski jusqu'au camp 4 d'où elle a été évacuée, à une altitude d'environ 5 200 m,. Afin de pouvoir mener à bien l'évacuation, les responsables des opérations ont dû se procurer du matériel supplémentaire. La compagnie d'hélicoptère s'est depuis procuré un nouvel appareil ayant une altitude opérationnelle plus élevée (un Airbus AS350-B3e Écureuil) qui lui permet d'atteindre toutes les parties supérieures du mont Logan,.

### Autres ascensions
Depuis 2009, Monique Richard a atteint les sommets des montagnes suivantes de plus de 4 000 m à travers le monde, et effectué des dizaines d'autres ascensions de plus basse altitude dans diverses chaînes de montagnes, incluant les Rocheuses canadiennes.
Europe

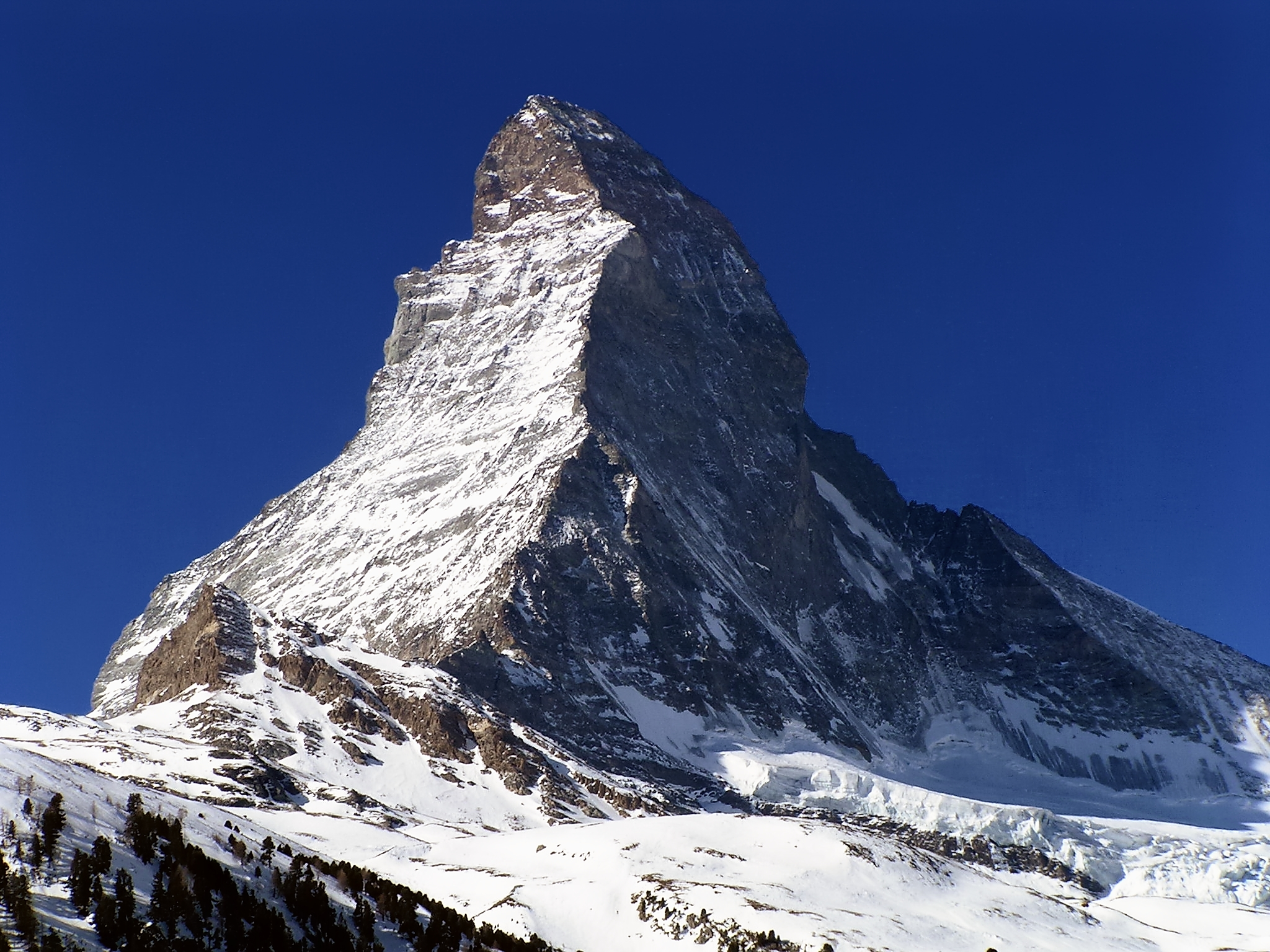
Vue du Cervin avec l'arête du Hörnli qui sépare la face nord (à droite) de la face est (à gauche)

- Mont Blanc, France  4 810 m (voir ci-dessous*)
- Alphubel, Suisse  4 206 m
- Breithorn, Suisse  4 164 m
- Castor, Suisse  4 223 m
- Cervin, Suisse  4 478 m
- Dent Blanche, Suisse   4 357 m
- Fiescherhorn, Suisse   4 049 m
- Jungfrau, Suisse  4 158 m
- Mönch, Suisse  4 107 m
- Mont Rose, Suisse   4 634 m
- Pollux, Suisse  4 092 m

*En 2011, elle effectue l'ascension du mont Blanc à partir de l'Are (1 760 m), sans utiliser le tramway du Mont-Blanc pour l'approche jusqu'à la gare du Nid-d'Aigle (2 372 m). Hors saison, elle peine a trouver un guide qui acceptera de la guider, mais elle parvient à en trouver un et ils complètent l'aller-retour en moins de 24 h par la voie normale.
Asie
- Ama Dablam, Népal   6 812 m

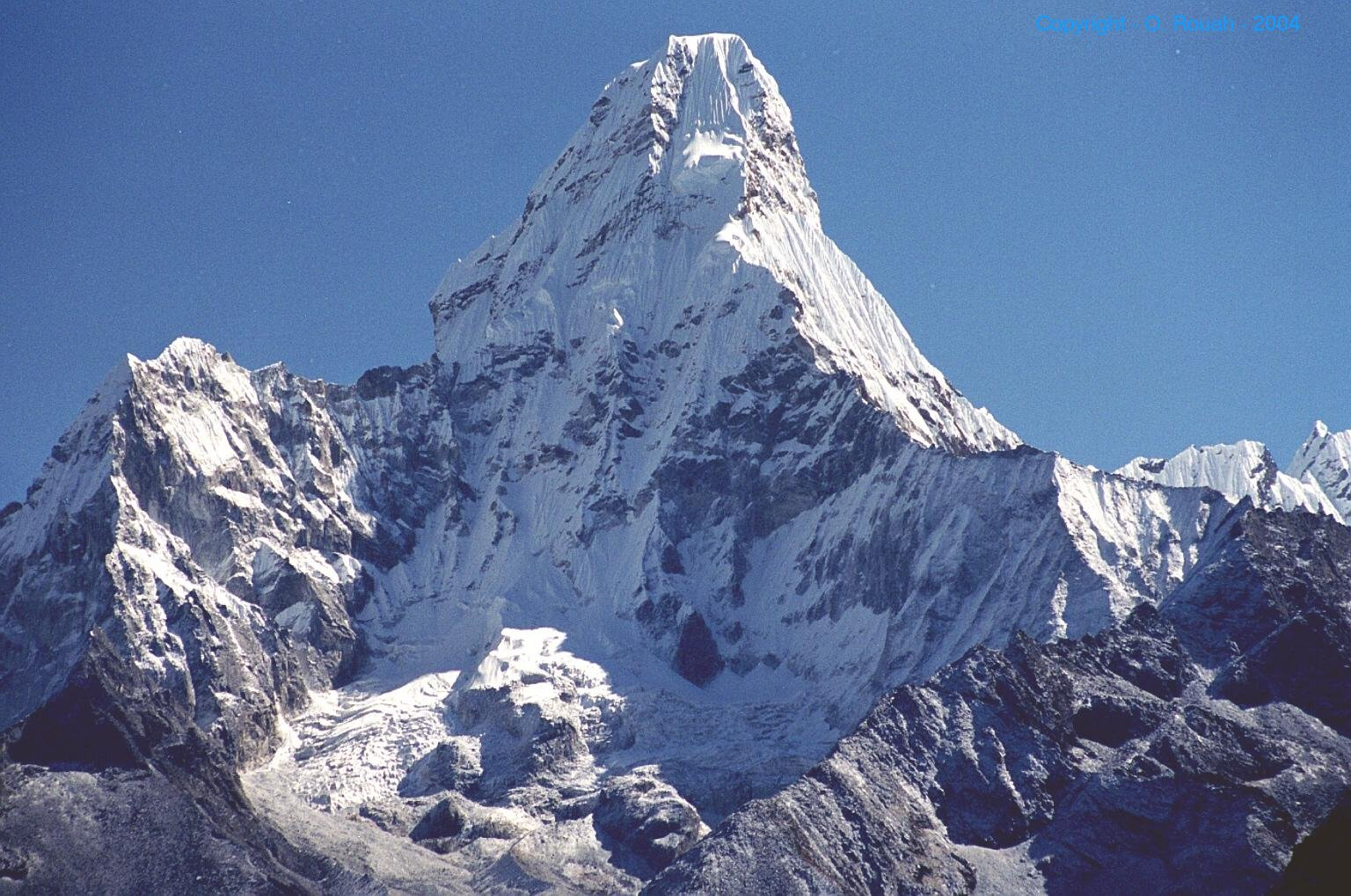
Vue d'Ama Dablam depuis le village de Tengboche dans la vallée du Khumbu Himal (Népal).

- Imja Tse (Island Peak), Népal   6 189 m
- Kala Patthar, Népal  5 643 m
- Lobuche, Népal  6 120 m

Afrique
- Toubkal, Maroc   4 167 m

Amérique du Sud
- Alpamayo, Pérou   5 947 m
- Artesonraju, Pérou  6 025 m

Amérique du Nord
- Rainier, États-Unis  4 392 m

## Tragédie sur le mont Rainier

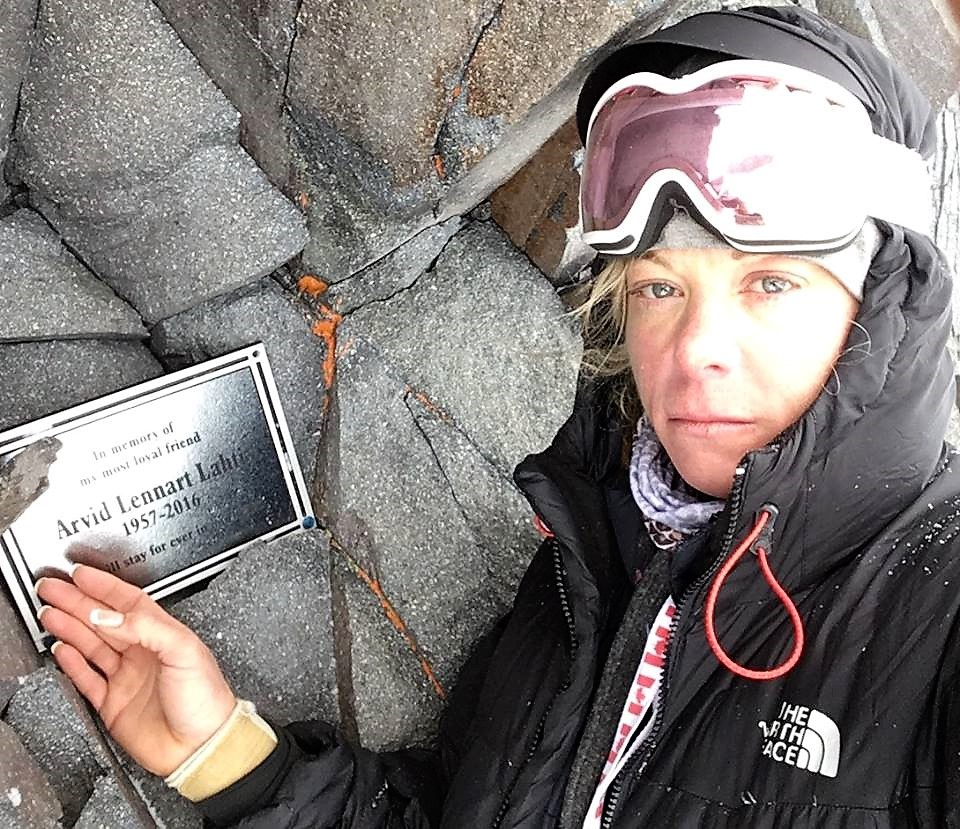
Plaque installée sur le mont Rainier par Monique Richard en hommage à Arvid Lahti.

En 2016, Monique Richard vit un incident majeur sur le mont Rainier. Le 26 mars 2016, elle et son meilleur ami et partenaire de montagne, le Norvégien Arvid Lahti ont été surpris par une tempête inattendue à 3 300 m et sont restés coincés toute la nuit par grand froid, dans un blizzard et sans visibilité. La température chuta jusqu'à -17 C et des rafales à plus de 100 km/h balayèrent la montagne.  
Malheureusement, son ami n’a pas survécu et décède dans ses bras d’hypothermie au petit matin. Elle-même affectée par une hypothermie avancée, elle trouve la force de redescendre au camp Muir où elle sera secourue par une équipe de sauveteurs qui s'y trouvait à l'entrainement, puis elle est évacuée par un hélicoptère des forces armées américaines,.
Cette tragédie affecta profondément l’alpiniste. Monique Richard retourna sur le mont Rainier l'année suivante pour y installer une plaque commémorative à proximité du camp Muir. Richard commémore chaque année sur ses réseaux sociaux le décès de son ami Arvid Lahti,.
Un court-métrage produit en 2017 sur la vie de Monique Richard, « L'affront des cimes », relate cet accident et l'impact qu'il a eu sur Monique Richard.

## Entrainement physique

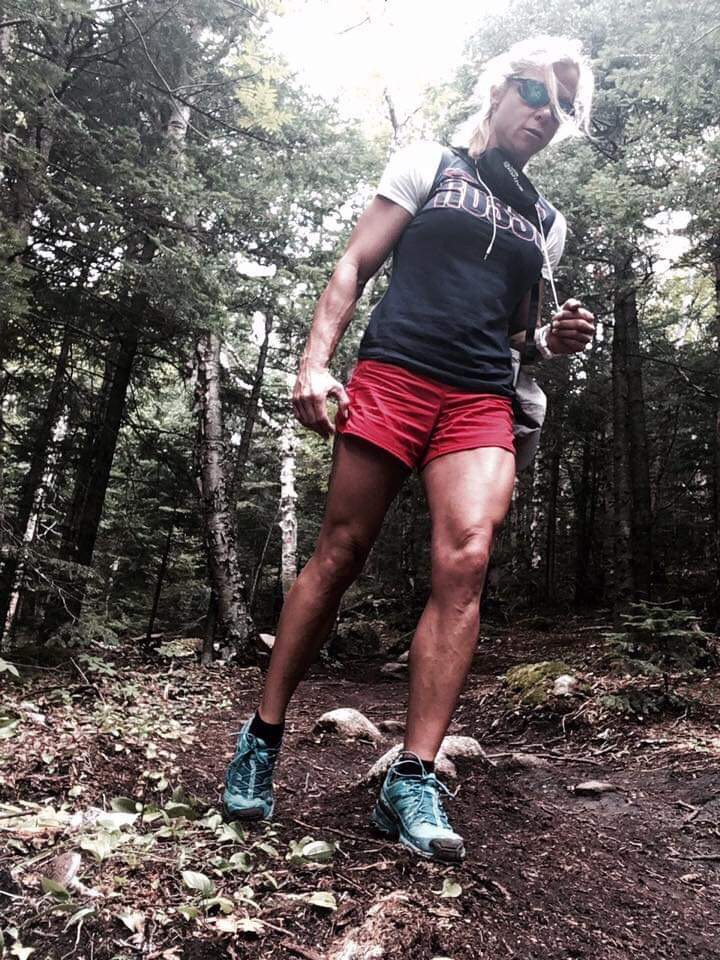
Monique Richard à l'entrainement

Monique Richard est reconnue pour sa préparation physique méticuleuse et son entrainement assidu. Elle a pour routine de se lever vers 5 h 15 pour s’entraîner, ce qu'elle fait entre 4 et 5 fois par semaine, à raison de 2 heures par jour, en cardio et en force musculaire,,,,.
Elle a l'habitude d'apporter de l’équipement d'entrainement lors de ses expéditions afin de s’entraîner lors des périodes passées aux camps de base. 
Sa préparation physique est complémentée par son travail de factrice où elle parcourt environ 15 km quotidiennement.
Monique Richard accorde une grande importance à l'alimentation avant et pendant ses expéditions.
Elle a utilisé une tente hypobare lors de sa préparation pour son expédition sur l'Everest en 2013.

## Conférences

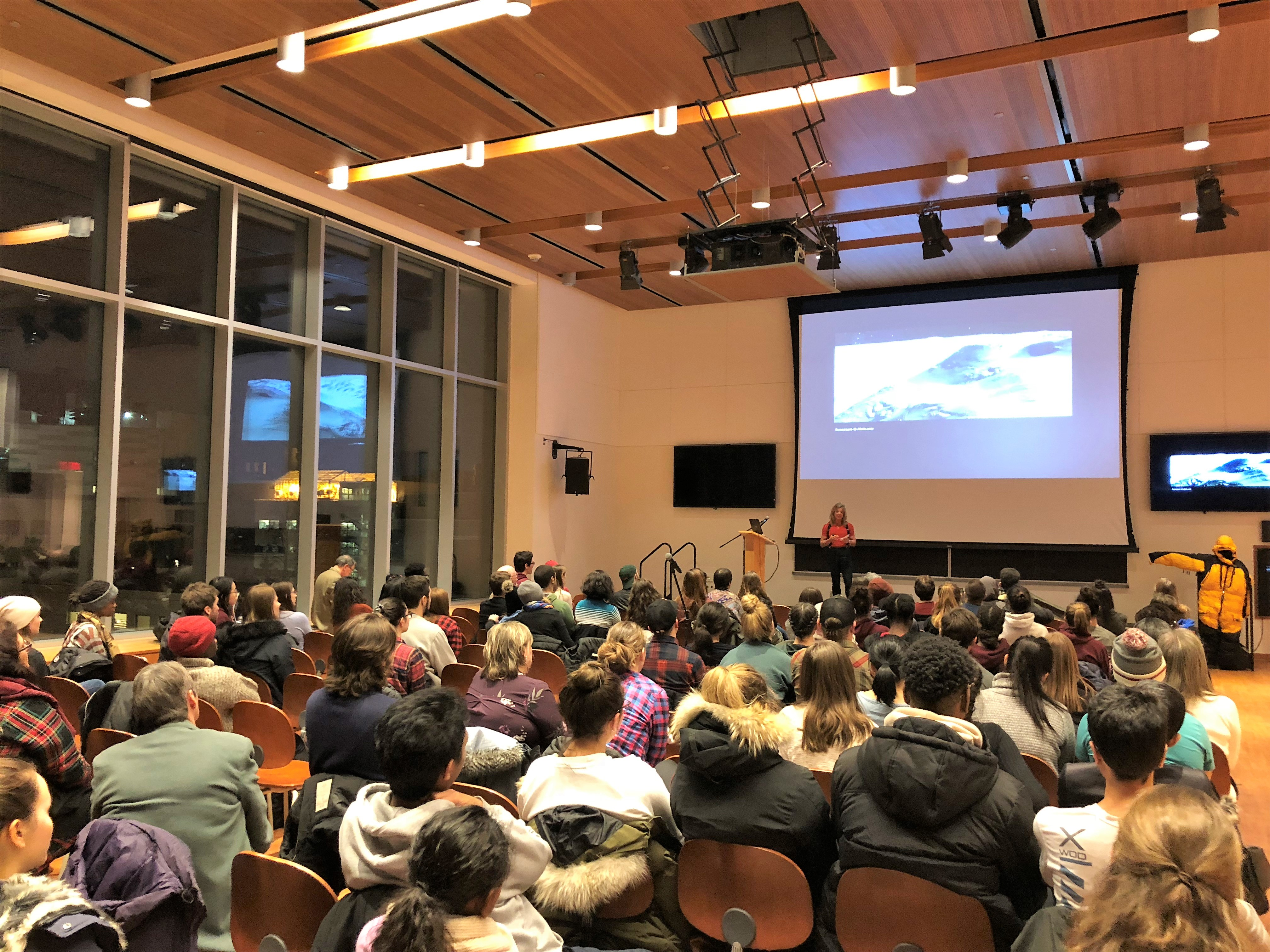
Conférence "Logan Solo" devant des étudiants universitaires (2018)

Monique Richard présente depuis plusieurs années des conférences auprès de divers auditoires, dans les milieux communautaire, scolaire, collégial, universitaire et corporatif afin de partager sa passion et inspirer les gens. 
Ses conférences portent sur les thèmes de la motivation, du dépassement et de la confiance en soi, de la place des femmes et des jeunes filles dans la société, de ses expéditions, notamment son ascension solo sur le mont Logan, de la santé et sécurité, et sur la sensibilisation et la lutte contre l’intimidation et la violence chez les jeunes.

## Philanthropie
Pendant plusieurs années, après que sa sœur ait été diagnostiquée avec cette condition, Monique Richard a collaboré avec l'Association québécoise de la fibromyalgie (devenue la Société québécoise de la fibromyalgie afin de sensibiliser le public à ce syndrome qui touche environ 2% à 3% de la population canadienne,. 
En 2019, Monique Richard a décidé de se joindre à la lutte contre l'intimidation et la violence contre les enfants et d'en faire sa cause de prédilection.

### Filmographie
Documentaire : "L'affront des cimes" Film de Florence Pelletier et Caroline Coté (Canada) 2017 – 11 minutes

### Reportage
Épisode de "Alexis le randonneur" Chaîne TVA Sports 2019 - 30 minutes